# アルコム
株式会社アルコム (ARUCOM) は、防犯カメラ・監視カメラや防犯カメラ用レコーダー（DVR）など、防犯システム用品の販売を行っている。2003年設立。

## 概要
株式会社アルコムは2003年の設立から、警察署や官公庁、企業から個人まで、インターネット通販を通じて全国の導入実績を持つ。株式会社ジャパンセキュリティホールディングスの事業子会社。

## 沿革
- 2001年11月 - セキュリティ機器の販売事業開始。
- 2003年10月 - 防犯カメラ・セキュリティ販売の事業拡大に伴い「株式会社アルコム」を設立。
- 2004年05月 - 公益社団法人日本防犯設備協会に正会員として入会。
- 2011年03月 - 業界初サポート専用フリーダイヤル開設。
- 2014年10月 - 設置後の現地訪問サービス「まるごと安心おまかせパック」開始。
- 2016年02月 - 事業拡大の為、資本金を4,500万円へ増資。
- 2017年06月 - 防犯情報アプリ「防犯速報」配信開始[1]。
- 2020年10月 - 持株会社【株式会社ジャパンセキュリティホールディングス】を設立[2]。

## 提供・協力・出版
- 2017年03月 - 「社会を変える防犯カメラ」出版[3]。
- 2021年12月 - 「ゴッホ展──響きあう魂ヘレーネとフィンセント」防犯カメラ協力[4]。

## 不祥事
- 2017年 - 不正アクセスによる情報漏洩。[5][6][7]

2017年不正アクセスを受け、顧客の個人情報が流出した可能性があることが判明。流出した可能性があるのは、利用顧客のクレジットカード情報(カード名義、番号、セキュリティコード、有効期限)最大112件。5月23日にクレジットカードの決済代行会社から情報流出の可能性について指摘があり問題が発覚。ウェブアプリケーションの脆弱性を突かれ、ウェブサーバに不正なプログラムを仕組まれたことが流出の原因。同社では、6月16日に警察と個人情報保護委員会に対して報告をし、対象となる顧客に対しては6月26日より電話と書面により謝罪するとともに、クレジットカードが不正に利用されていないか明細書を確認するよう注意を呼びかけを実施。